# Приморська державна картинна галерея
Приморська державна картинна галерея (рос. Приморская государственная картинная галерея) — художній музей у місті Владивосток (Приморський край, Росія). Заснована 1965 року, відкрита для відвідувань 29 червня 1966 року.
Значну частину колекції складають роботи, передані раніше, у 30 роки XX століття, до зібрання Приморського краєзнавчого музею імені Володимира Клавдійовича Арсеньєва з фондів Ермітажу, музею Академії мистецтв, Третьяковської галереї і Російського музею.
Галерея розташована в історичній будівлі представництва Російсько-Азійського банку, побудованої за проектом військового інженера П. Е. Базилевського.
На базі Приморської державної картинної галереї планується відкриття центру «Ермітаж-Владивосток».

## Колекції галереї
- Західноєвропейське мистецтво
- Російський живопис
- Російська скульптура
- Російська графіка
- Мистецтво Примор'я

Колекція зарубіжного мистецтва галереї налічує близько п'ятисот творів живопису, графіки, скульптури, декоративно-ужиткового мистецтва і включає в себе два розділи: західноєвропейське мистецтво і мистецтво країн Сходу.
Більш повним і систематизованим є розділ Західної Європи, представлений роботами італійських, німецьких, фламандських, голландських і французьких, бельгійських, іспанських, норвезьких і швейцарських художників XIV — початку XX століть.
Найцікавіші роботи: «Благовістя пастухам» італійського художника Якопо да Понте Бассано (1517—1592), «Пейзаж з руїнами» Джованні Паоло Паніні (1691—1765), «Портрет старої» Христиана Зейбольда (1697/1703 — 1768), «Портрет невідомого чоловіка» Яна-Антоніса ван Равестейна (1572—1657), «Буря і корабельна катастрофа біля підніжжя великих скель» Пітера Муліра старшого (1615—1670), «Морський берег» (1846) Андреаса Сгелфгаута (1787—1870), «Серед квітів» Даніеля Зегерса (1590—1661), «Квіти» Жана Батіста Моннуайє (1634—1699), «Туманний ранок» Едмонда де Схампфелера (1824—1899), «Перед боєм биків» Акилла Анрі Зо (1873-?), «Зимовий пейзаж» австрійського художника Карла Гебеля (1824—1899) і «Місячна ніч» норвезького майстра Фрітца Таулова (1847—1911).

## Експозиція
Постійна експозиція розміщена в дев'яти залах і представляє понад 150 творів давньоруського, російського і західноєвропейського мистецтва — роботи російських, італійських, французьких, голландських майстрів.
Давньоруське мистецтво представлено іконами XVI—XIX століть, російське мистецтво — творами Федора Рокотова, Володимира Боровиковського, Ореста Кіпренського, Василя Тропініна, Іллі Рєпіна, Валентина Сєрова та інших відомих майстрів російського портрета XVIII — початку XX століть. Чудові краєвиди роботи Василя Полєнова, Руфіна Судковського, Льва Лагоріо, Івана Шишкіна, Федора Матвєєва, Сильвестра Щедріна. Окремий зал присвячений морському пейзажу, де центральне місце займає картина Івана Айвазовського «Схід сонця на Чорному морі».
Різні художні течії початку ХХ століття представлені творами Костянтина Сомова, Мартироса Сар'яна, Миколи Фешина, Петра Кончаловського, Роберта Фалька, Аристарха Лентулова, Василя Кандинського.

## Галерея

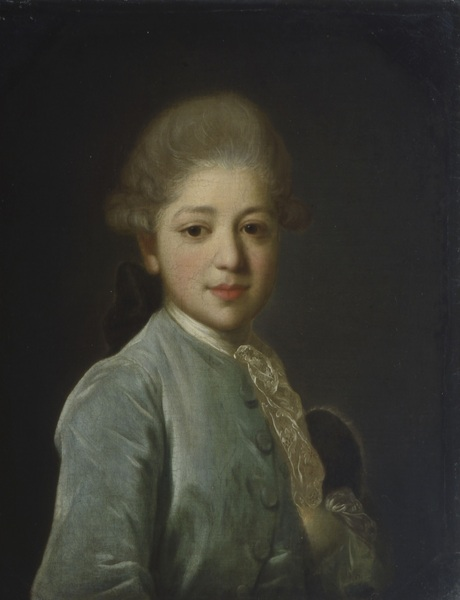
Ф. С. Рокотов. Портрет князя Д. М. Голіцина в юності. 1773
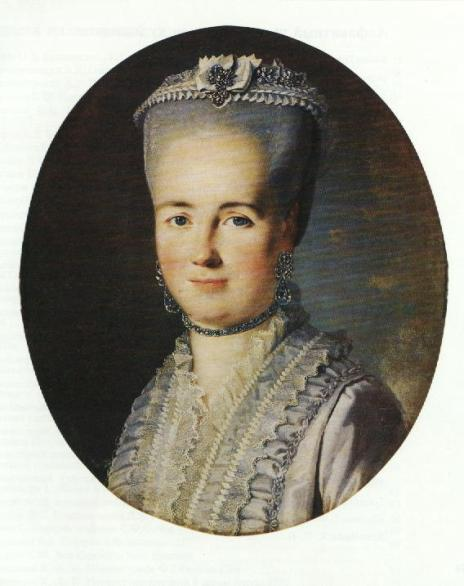
К. Л. Христинек. Портрет невідомої в сірій сукні. XVIII ст.
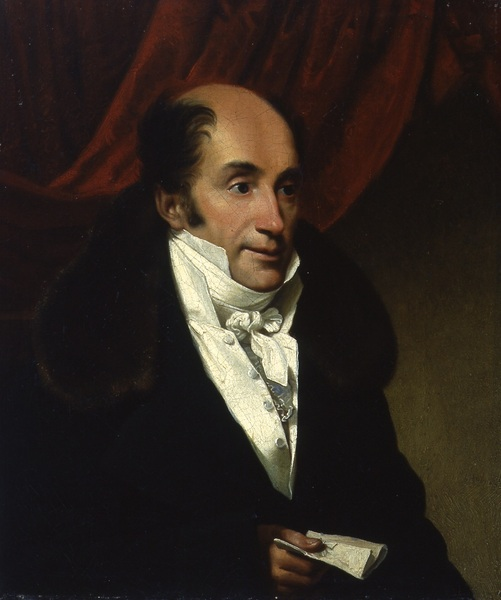
О. А. Кіпренський. Портрет князя П. І. Шалікова. 1816-1819
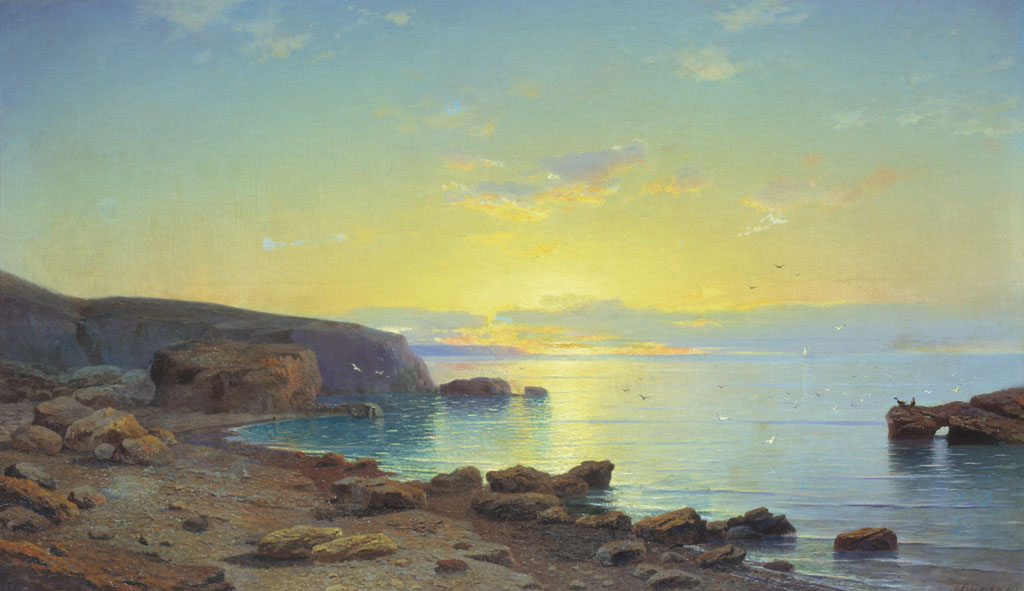
Р. Г. Судковський. Морський вид. 1881
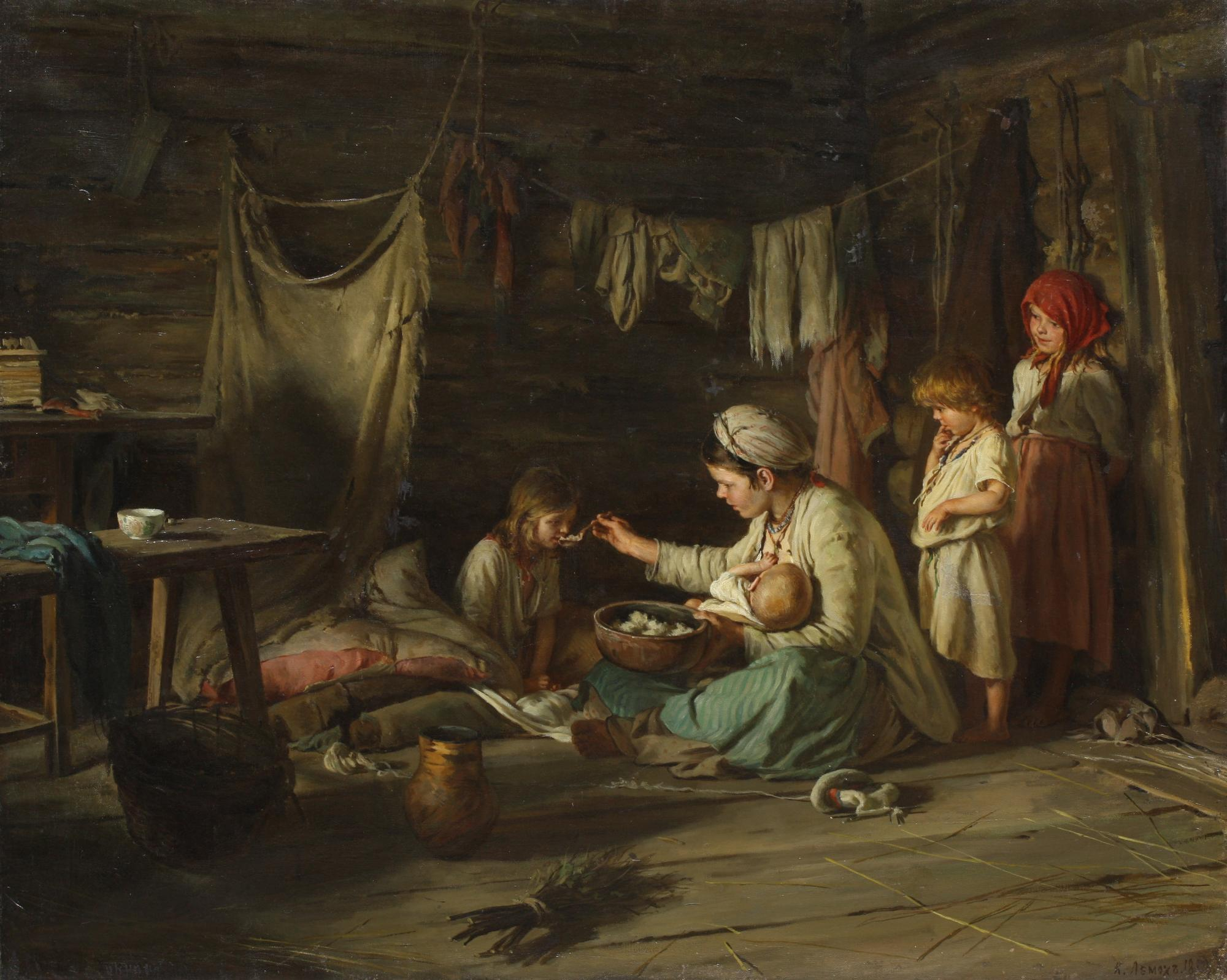
К. В. Лемох. Дівчинка, яка одужує. 1889
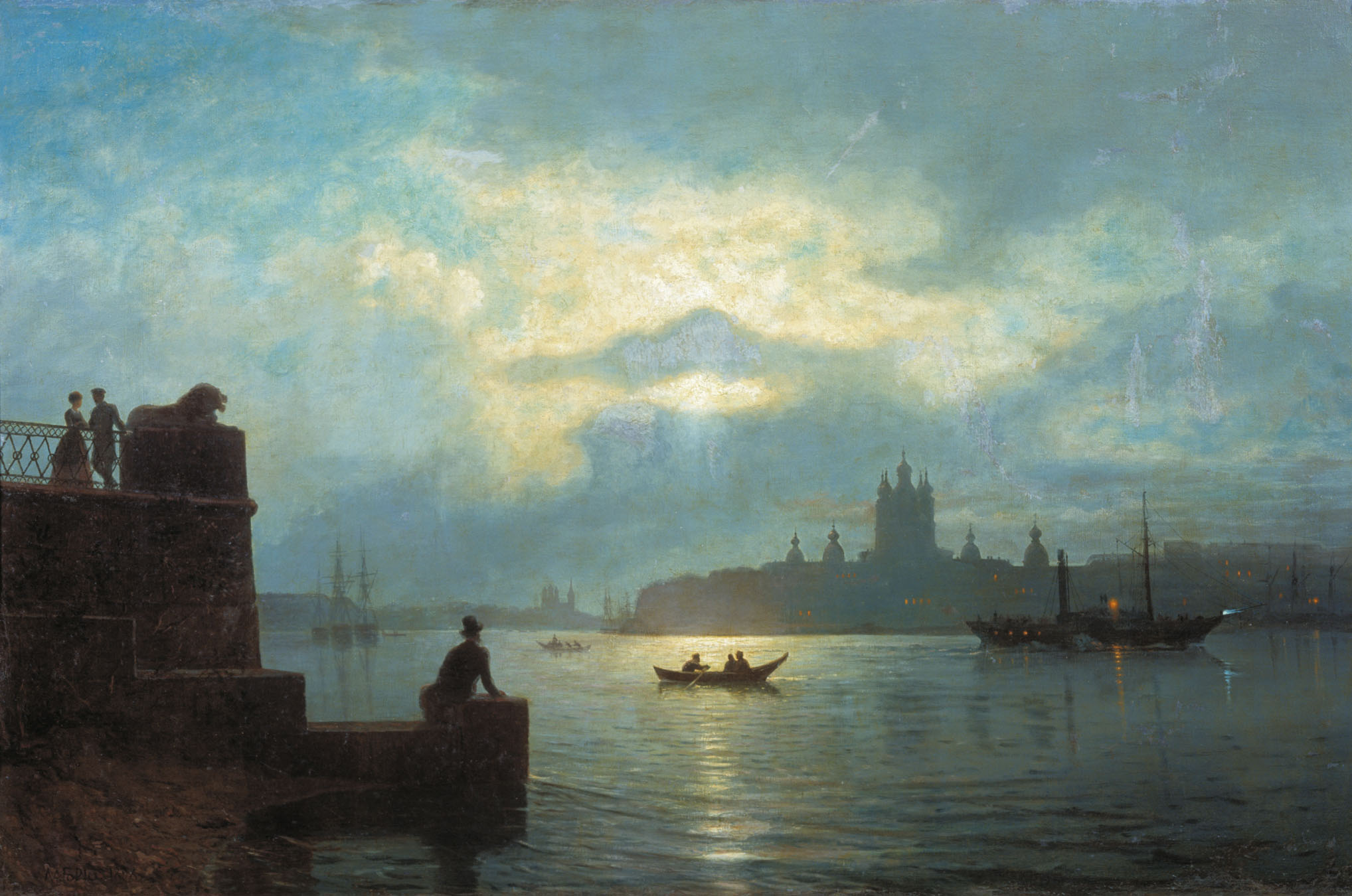
Л. Ф. Лагоріо. Місячна ніч на Неві. 1898